# 凱利峰

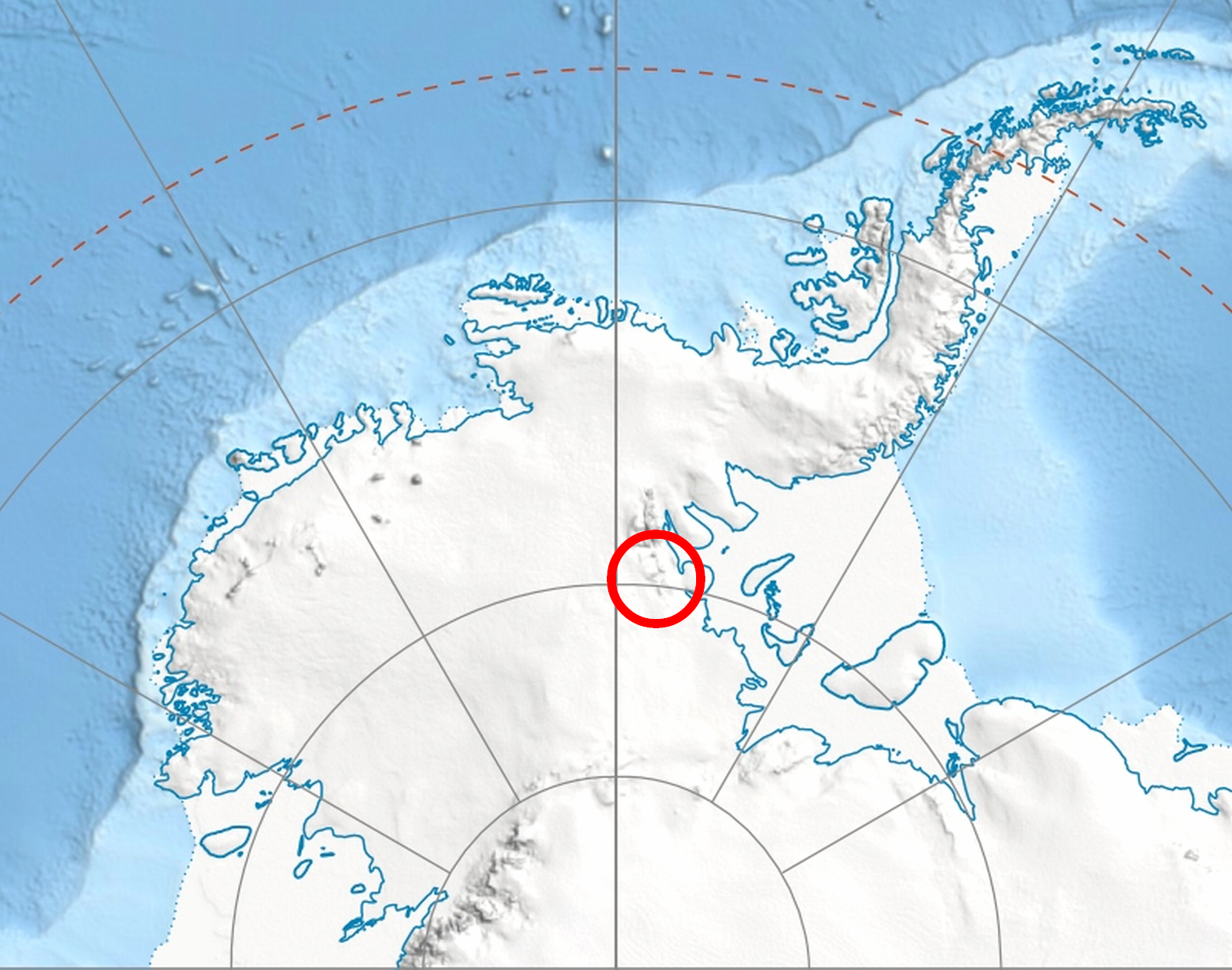

凱利峰（英語：Kelley Peak），是南極洲的山峰，位於埃爾斯沃思地，處於赫里蒂奇嶺的自由山脈南端，海拔高度1,1710米，現時由南極條約體系管理。